# 17 Batalion Celny

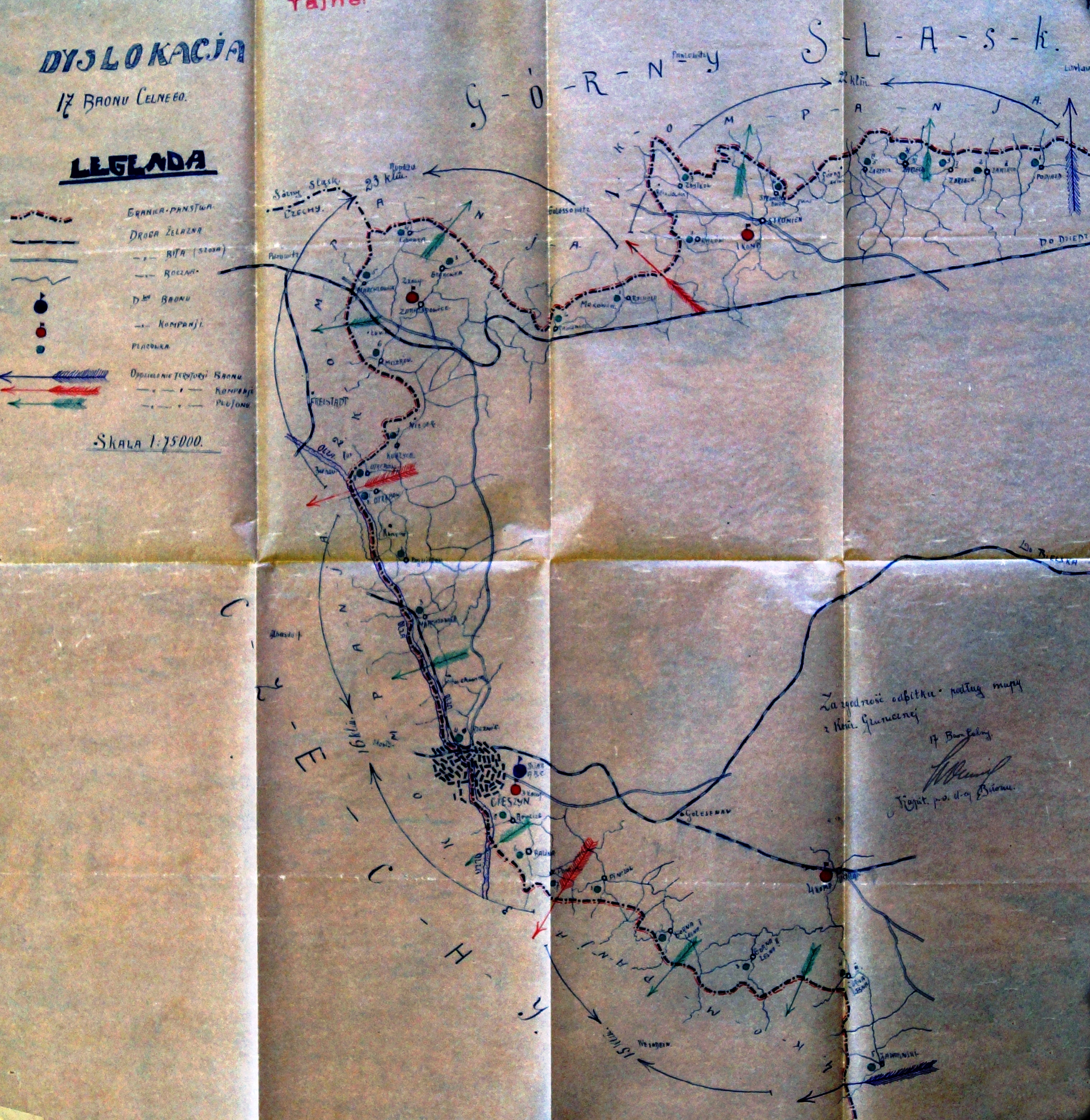
Szkic rozmieszczenia 17 batalionu celnego „Cieszyn”

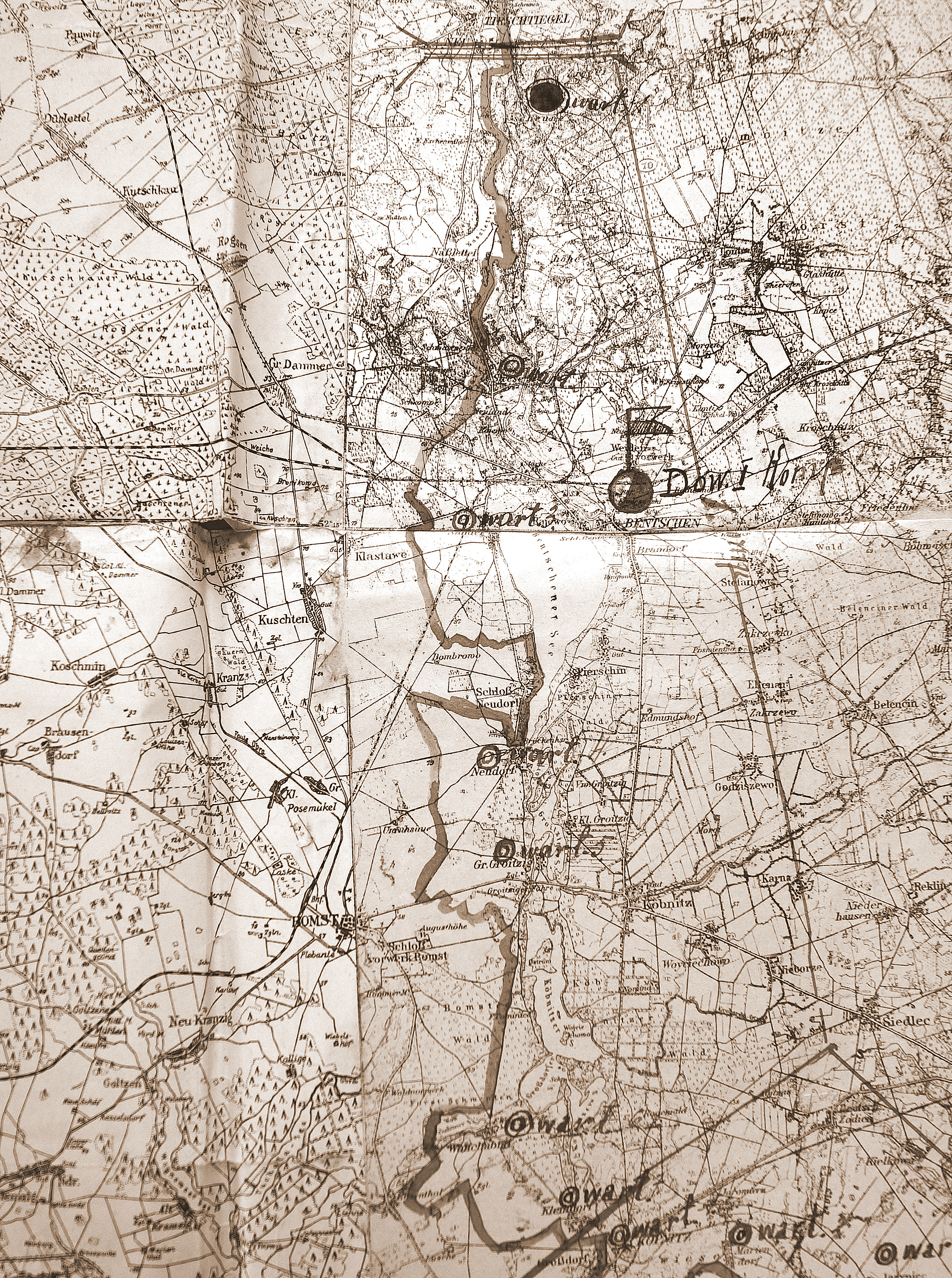
Szkic rozmieszczenia 1 kompanii 17 batalionu celnego „Leszno”

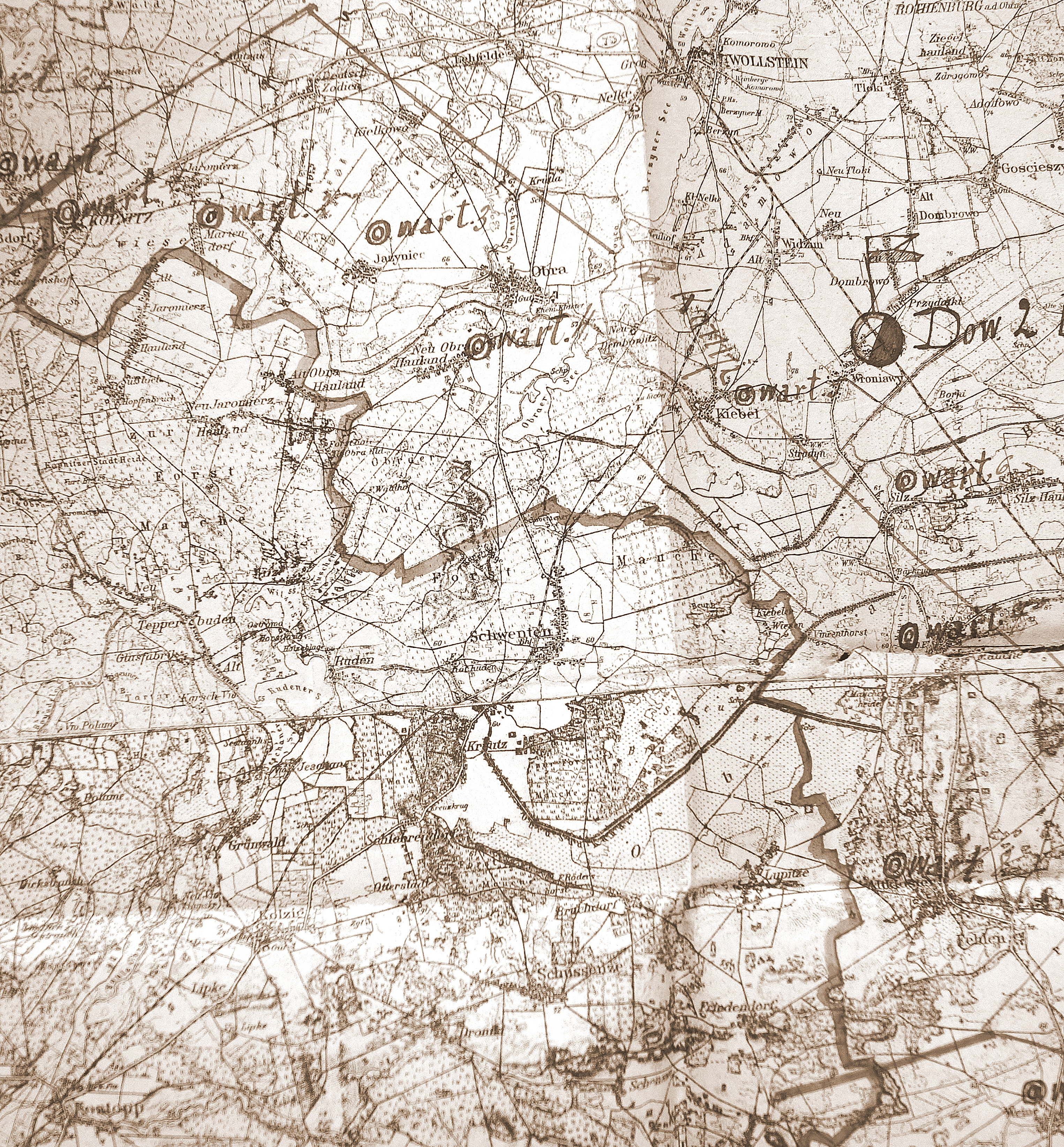
Szkic rozmieszczenia 2 kompanii 17 batalionu celnego „Leszno”

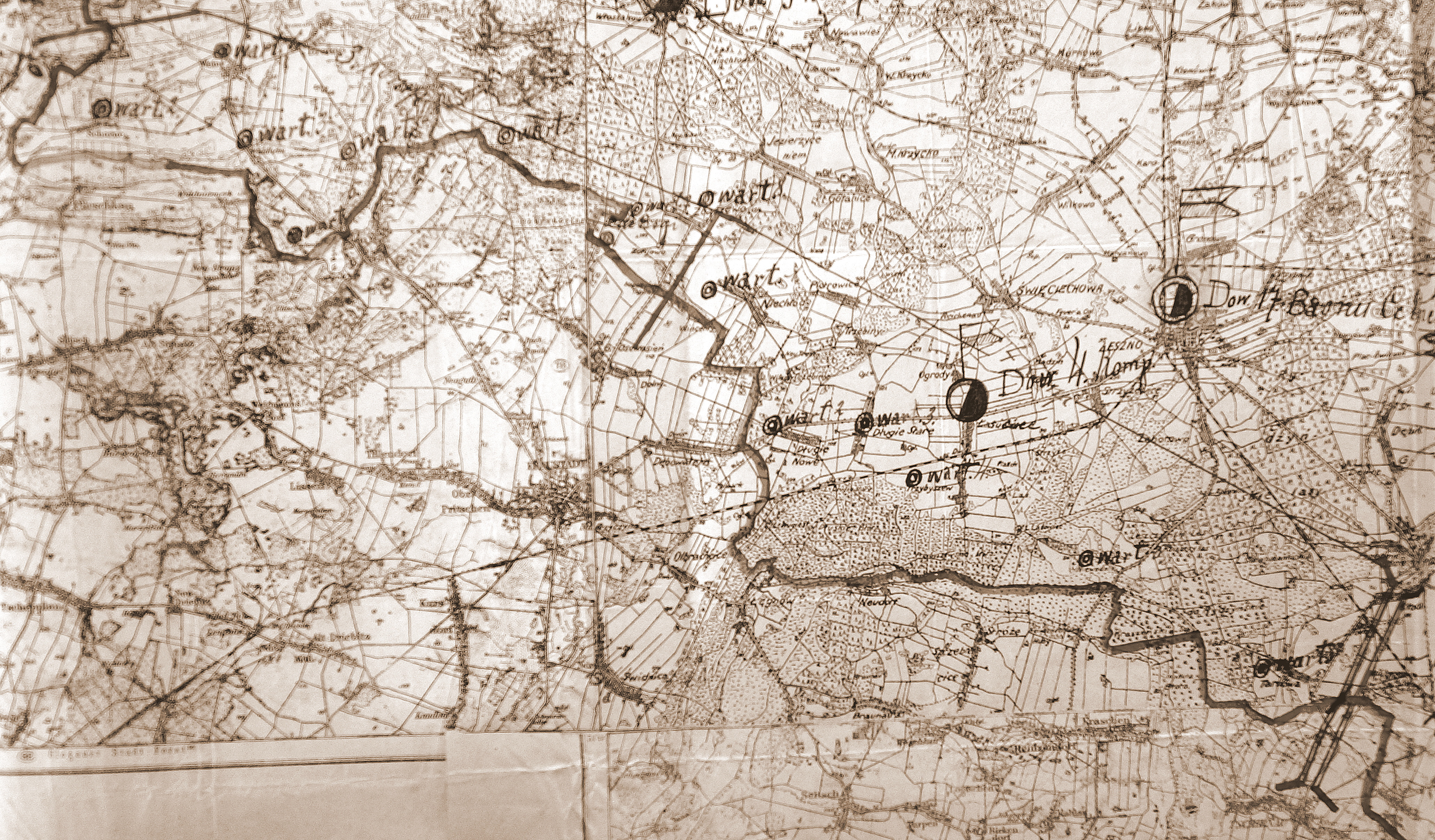
Szkic rozmieszczenia 3 i 4 kompanii 17 batalionu celnego „Leszno”

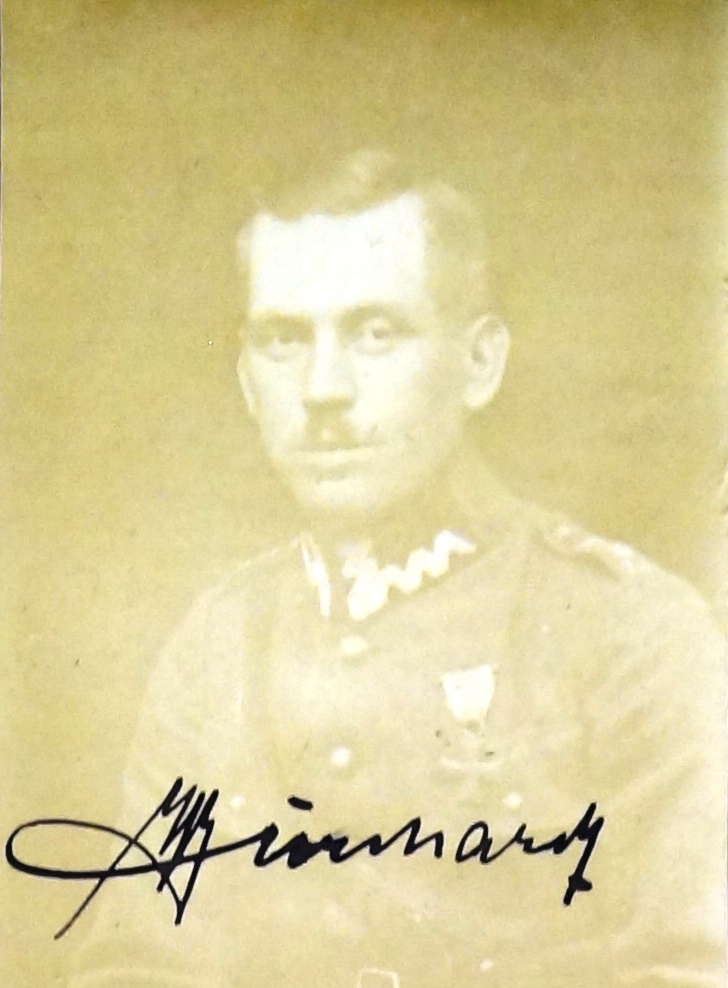
Dowódca 2 kompanii por. Wacław Burchardt

17 Batalion Celny – jednostka organizacyjna formacji granicznych II Rzeczypospolitej.

## Formowanie i zmiany organizacyjne
Na podstawie rozkazu Ministra Spraw Wojskowych nr 3046/Org z dnia 24 marca 1921 w miejsce batalionów wartowniczych i batalionów etapowych utworzone zostały bataliony celne. 17 batalion celny powstał w granicach DOG Poznań, a zorganizowano go na bazie 4/VII batalionu wartowniczego. Etat batalionu wynosił 14 oficerów i 600 szeregowych. Podlegał Komendzie Głównej Batalionów Celnych, a pod względem politycznym Ministrowi Spraw Wewnętrznych.
Mimo że batalion był w całym tego słowa znaczeniu oddziałem wojskowym, nie wchodził on w skład pokojowego etatu armii. Uniemożliwiało to uzupełnianie z normalnego poboru rekruta. Ministerstwo Spraw Wojskowych zarówno przy ich formowaniu, jak i uzupełnianiu przydzielało mu często żołnierzy podlegających zwolnieniu, oficerów rezerwy oraz szeregowców i oficerów zakwalifikowanych przez dowództwa okręgów generalnych jako nie nadających się do dalszej służby wojskowej.
Rozkazem tajnym nr 10 z 7 października 1921 Komendant Główny Batalionów Celnych nakazał likwidację batalionów nr 14., 17. i 18. W myśl tego rozkazu 17 batalion celny miał przekazać swoją 1 kompanię do 3 batalionu celnego w Kościerzynie, 2 kompanię do 13 batalionu celnego w Lubawie, 3 kompanię do 16 batalionu celnego w Nowem, a 4 kompanię do 13 batalionu celnego w Lubawie. W dniu 28 października wszystkie kompanie rozformowywanych batalionów winny odejść do miejsc nowego przeznaczenia.
W listopadzie 1921 Ministerstwo Spraw Wewnętrznych postanowiło powołać brygady celne. 17 batalion celny znalazł się w strukturze 1 Brygady Celnej. W tym też miesiącu dowództwo batalionu przemieściło się do Kościerzyny.
Wykonując postanowienia uchwały Rady Ministrów z 23 maja 1922, Minister Spraw Wewnętrznych rozkazem z 9 listopada 1922 zmienił nazwę „Baony Celne” na „Straż Graniczna”. Wprowadził jednocześnie w formacji nową organizację wewnętrzną. 17 batalion celny przemianowany został na 17 batalion Straży Granicznej.

## Służba celna
Odcinek batalionowy podzielony był na cztery pododcinki, które obsadzały kompanie wystawiające posterunki i patrole. Posterunki wystawiano wzdłuż linii granicznej w taki sposób, by mogły się nawzajem widzieć w dzień. W tym zakresie batalion współpracował z posterunkami i patrolami Policji Państwowej. Współpraca polegała na tym, że te pierwsze wystawiały wzdłuż linii granicznej stale posterunki i patrole, natomiast policja tworzyła je w głębi strefy, poza linią graniczną. W zakresie ochrony granicy batalion podlegał staroście.
Latem 1922 17 batalion celny przejął od II Litewsko-Białoruskiego batalionu etapowego odcinek Landwarowa.
Sąsiednie bataliony
15 batalion celny w Chodzieży ⇔ 18 batalion celny w Rawiczu – VI 1921

## Kadra batalionu
Dowódcy batalionu
| stopień | imię i nazwisko  | okres pełnienia służby | kolejne stanowisko |
| ------- | ---------------- | ---------------------- | ------------------ |
| kpt.    | Leon Moszczeński | VI 1921 – IX 1922      |                    |

## Struktura organizacyjna
| Ordre de bataille 17 batalionu celnego w Lesznie na dzień 1 czerwca 1921 | Ordre de bataille 17 batalionu celnego w Lesznie na dzień 1 czerwca 1921 | Ordre de bataille 17 batalionu celnego w Lesznie na dzień 1 czerwca 1921 | Ordre de bataille 17 batalionu celnego w Lesznie na dzień 1 czerwca 1921 | Ordre de bataille 17 batalionu celnego w Lesznie na dzień 1 czerwca 1921 |
| kompanie                                                                 | 1. Zbąszyń                                                               | 2. Wroniawy                                                              | 3. Włoszakowice                                                          | 4. Bojanowo                                                              |
| ------------------------------------------------------------------------ | ------------------------------------------------------------------------ | ------------------------------------------------------------------------ | ------------------------------------------------------------------------ | ------------------------------------------------------------------------ |
| dowódcy                                                                  | ppor. Władysław Paluszkiewicz                                            | ppor. Wacław Burchardt                                                   | ppor. Stanisław Sudolski                                                 | por. Władysław Hałas                                                     |
|                                                                          |                                                                          |                                                                          |                                                                          |                                                                          |
| placówki                                                                 | Prądówka                                                                 | Jarzyniec                                                                | Holędry                                                                  | Tarnowo                                                                  |
| placówki                                                                 | Strzyżewo                                                                | Nowa Obra                                                                | Filipole                                                                 | Jabłona                                                                  |
| placówki                                                                 | Nądnie                                                                   | Kębłowo                                                                  | Mrugniew                                                                 | Szlemsdrowo                                                              |
| placówki                                                                 | Nowa Wieś                                                                | Solec                                                                    | Dać Bogi                                                                 | Trzebosz                                                                 |
| placówki                                                                 | Wielki Grójec                                                            | Mochy                                                                    | Zbarzewo                                                                 | Pakówka                                                                  |
| placówki                                                                 | Wąchabno                                                                 | Kaszczor                                                                 | Niechłód                                                                 | Izbice                                                                   |
| placówki                                                                 | Mała Wieś                                                                | Wijewo                                                                   | Nowe Długie                                                              | Żelice                                                                   |
| placówki                                                                 | Kopanica                                                                 | Potrzebowo                                                               | Stare Długie                                                             | Masłowo                                                                  |
| placówki                                                                 | Marianowo                                                                | Siodmiorki                                                               | Przybyszewo                                                              | Warszawianka                                                             |
| placówki                                                                 |                                                                          |                                                                          | Niewodniki                                                               | Kąty                                                                     |
| OdeB 17 batalionu celnego w Kościerzynie na dzień 1 stycznia 1922:       |                                                                          |                                                                          |                                                                          |                                                                          |
| kompanie                                                                 | 1. Linja                                                                 | 2. Gowidlino                                                             | 3. Parchowo                                                              | 4. Przymuszewo                                                           |
| dowódcy                                                                  | chor. Stefan Witczak                                                     | ppor. Wacław Burchardt                                                   | ppor. Stanisław Sudolski                                                 | chor. Michał Adamczak                                                    |
|                                                                          |                                                                          |                                                                          |                                                                          |                                                                          |
| placówki                                                                 | Strzebilino                                                              | Kamienica                                                                | Chośnica                                                                 | Dywan                                                                    |
| placówki                                                                 | Tępcz                                                                    | Skrzeszewo I                                                             | Jamy                                                                     | Skoszewo                                                                 |
| placówki                                                                 | Bożek                                                                    | Skrzeszewo II                                                            | Gołczewo                                                                 | Prądówka                                                                 |
| placówki                                                                 | Kętrzyno                                                                 | Załakowskie-Piętki                                                       | Glinowo                                                                  | Lubnia                                                                   |
| placówki                                                                 | Tłuczewo                                                                 | Kowale                                                                   | Wygoda                                                                   | Wojsk                                                                    |
| placówki                                                                 | Wilhemowo                                                                | Smolniki                                                                 | Skwierawy                                                                | Glisno                                                                   |
| placówki                                                                 | Zakrzewo                                                                 | Dolina Jadwigi                                                           | Żelewiec                                                                 | Łąke                                                                     |
| placówki                                                                 | Niepoczołowice                                                           | Stara Huta                                                               |                                                                          | Wzewicze                                                                 |
| placówki                                                                 | Kamionka                                                                 |                                                                          |                                                                          |                                                                          |
| placówki                                                                 | Bawernica                                                                |                                                                          |                                                                          |                                                                          |
| placówki                                                                 | Chośnica                                                                 |                                                                          |                                                                          |                                                                          |
| OdeB 17 batalionu celnego w Cieszynie na dzień 23 lutego 1922            |                                                                          |                                                                          |                                                                          |                                                                          |
| kompanie                                                                 | 1. Strumień                                                              | 2. Zebrzydowice                                                          | 3. Cieszyn                                                               | 4. Ustroń                                                                |
| dowódcy                                                                  |                                                                          |                                                                          |                                                                          |                                                                          |
|                                                                          |                                                                          |                                                                          |                                                                          |                                                                          |
| placówki                                                                 | Podjazd                                                                  | Rychółd                                                                  | Otrębów?                                                                 | Ustroń                                                                   |
| placówki                                                                 | Zarzecze I                                                               | Gawliniec                                                                | Pogwizdów                                                                | Pińczów                                                                  |
| placówki                                                                 | Zarzecze II                                                              | Grabówka                                                                 | Marchlowice?                                                             | Górna Leszna I                                                           |
| placówki                                                                 | Zarzecze III                                                             | Cisówka                                                                  | Rzeźnie                                                                  | Górna Leszna II                                                          |
| placówki                                                                 | Zarzecze IV                                                              | Marchlowice                                                              | Rogocice                                                                 | Górna Leszna III                                                         |
| placówki                                                                 | Strumień dwór                                                            | Mizerów                                                                  | Balina                                                                   | Jaworniki                                                                |
| placówki                                                                 | Zbytków                                                                  | Kocyce                                                                   | Pońców                                                                   |                                                                          |
| placówki                                                                 | Bąków                                                                    | Otrębów                                                                  |                                                                          |                                                                          |
| OdeB 17 batalionu celnego w Landwarowie na dzień 1 września 1922:        |                                                                          |                                                                          |                                                                          |                                                                          |
| kompanie                                                                 | 1. Łodziany                                                              | 2. Nowe Troki                                                            | 3. Wieliczkowo                                                           | 4. Rudziszki                                                             |
| dowódcy                                                                  | por. Wojciech Gorczyca                                                   | ppor. Wacław Burchardt                                                   | ppor. Stefan Wroński                                                     | chor. Bronisław Smodlibowski                                             |
|                                                                          |                                                                          |                                                                          |                                                                          |                                                                          |
| placówki                                                                 | Puchajnie                                                                | Miciuny I                                                                | Ołsoki                                                                   | Cegielnia                                                                |
| placówki                                                                 | Łodziany                                                                 | Miciuny II                                                               | Sejmany                                                                  | Pupańce                                                                  |
| placówki                                                                 | Jateluny                                                                 | Wobiły                                                                   | Gaj                                                                      | Bajembały                                                                |
| placówki                                                                 | Barcie                                                                   | Werotniszki                                                              | Markieniki                                                               | Wilkuszki                                                                |
| placówki                                                                 | Józefowo                                                                 | Pochulanka                                                               | Markuciszki                                                              | Rudziszki                                                                |
| placówki                                                                 | Józefowo                                                                 |                                                                          |                                                                          |                                                                          |